# Onthophilus kirni
Onthophilus kirni är en skalbaggsart som beskrevs av Ross 1944. Onthophilus kirni ingår i släktet Onthophilus och familjen stumpbaggar. Inga underarter finns listade i Catalogue of Life.